# Jacques-Casimir Guérinois
Jacques-Casimir Guérinois, né à Laval en 1640 et mort le  21 septembre 1703, est un théologien dominicain français du XVIe siècle.

## Biographie
Il est admis au couvent dominicain de Laval le 16 novembre 1651. Il apprend bientôt appris les éléments de la langue latine, et en 1655, il vient faire son noviciat au couvent de Saint-Jacques de Paris. En 1656, Guérinois fait profession de la règle de Saint-Dominique, et est envoyé dans la province de Toulouse pour y achever ses études. En 1681, il est reçu maître en théologie dans la ville de Bordeaux. La chaire de théologie de l'Université de Bordeaux était alors occupée par Jean-Baptiste Maderan, docteur renommé de son ordre. Guérinois est d'abord chargé de le suppléer : ensuite, le 18 juin 1683, il est admis à le remplacer comme professeur titulaire. Il professe 20 ans dans la même ville.

## Source
- Jean-Barthélemy Hauréau, Histoire littéraire du Maine